# S-15,535
S-15535 je fenilpiperazinski lek koji je potentan i visoko selektivan ligand  receptor. On je agonist i antagonist (slab parcijalni agonist) na presinaptičkim i postsinaptičkim  receptorima, respektivno. On ima anksiolitička svojstva.